# Карпунина, Софья Вячеславовна
Со́фья Вячесла́вовна Карпу́нина (род. 3 июня 1985, Москва) — российский кинорежиссёр, сценарист и актриса.

## Биография
Родители Карпуниной — преподаватели финансов и банковского дела. После школы она поступила в Московский государственный университет экономики, затем перевелась на экономический факультет Московского финансово-промышленного университета, который окончила в 2007 году. Около года работала по специальности в банке, но вскоре осознала, что истинное её призвание — кинематограф.
В 2011 году окончила режиссёрский факультет ВГИК (мастерская С. А. Соловьёва и В. Д. Рубинчика). Во время учёбы снимала короткометражки, писала сценарии. Один из них заинтересовал мастера курса Сергея Соловьёва, и он снял по нему картину «Одноклассники» с Карпуниной в главной роли.
В 2012 году Карпунина дебютирует в качестве режиссёра полного метра. Сценарий картины «Всё просто» она написала совместно с мужем Климом Шипенко.
5 марта 2022 года в российский прокат вышла романтическая комедия «Хочу замуж» с Милошем Биковичем и Кристиной Асмус в главных ролях, где Карпунина выступила режиссёром и сценаристом.

## Личная жизнь
Замужем за режиссёром Климом Шипенко. Cупруги познакомились на дне рождения общего друга Константина Крюкова. У пары двое детей — дочь Клементина (2014) и сын Павел (2020).

## Фильмография
| Год  |     | Название                              | Роль                                          |
| ---- | --- | ------------------------------------- | --------------------------------------------- |
| 2009 | ф   | Одноклассники                         | сценарист, актриса (она)                      |
| 2009 | кор | Чистый белый снег                     | соавтор сценария (диалоги), актриса (девушка) |
| 2010 | кор | Шанс                                  | режиссёр, сценарист                           |
| 2010 | кор | Марина                                | режиссёр                                      |
| 2012 | ф   | Всё просто                            | режиссёр, сценарист, актриса (Надя)           |
| 2012 | кор | Загород                               | актриса (горожанка)                           |
| 2014 | ф   | Как поднять миллион. Исповедь Z@drota | актриса (Аня)                                 |
| 2019 | ф   | Текст                                 | актриса (турагент Галя)                       |
| 2020 | кор | Ездок                                 | режиссёр                                      |
| 2020 | ф   | Презумпция виновности                 | сценарист                                     |
| 2021 | ф   | Хочу замуж                            | режиссёр, сценарист                           |

## Награды
- 2010 — Специальный приз жюри на Открытом фестивале кино стран СНГ, Латвии, Литвы и Эстонии «Киношок» в Анапе за к/м «Шанс»
- 2011 — Гран-при на Международном фестивале кино и музыки «Кустендорф» за к/м «Шанс»
- 2011 — Приз киноконцерна «Мосфильм» за драматургическое осмысление реальности на VXIII фестивале «Святая Анна» за к/м «Марина»
- 2012 — Приз им. С. Кулиша за яркий и талантливый дебют на XX фестивале российского кино «Окно в Европу» в Выборге за фильм «Все просто»
- 2013 — Приз им. А. Абдулова за лучшую женскую роль в дебютном фильме в конкурсе «Российские дебюты-2012» на XI фестивале «Дух огня» в Ханты-Мансийске за роль в фильме «Все просто»